# HD 154857
HD 154857 è una stella nana gialla nella sequenza principale di magnitudine 7,24 situata nella costellazione dell'Altare. Dista 224 anni luce dal sistema solare.

## Osservazione
Si tratta di una stella situata nell'emisfero celeste australe. La sua posizione è fortemente australe e ciò comporta che la stella sia osservabile prevalentemente dall'emisfero sud, dove si presenta circumpolare anche da gran parte delle regioni temperate; dall'emisfero nord la sua visibilità è invece limitata alle regioni temperate inferiori e alla fascia tropicale. Essendo di magnitudine pari a 7,2, non è osservabile ad occhio nudo; per poterla scorgere è sufficiente comunque anche un binocolo di piccole dimensioni, a patto di avere a disposizione un cielo buio.
Il periodo migliore per la sua osservazione nel cielo serale ricade nei mesi compresi fra maggio e settembre; nell'emisfero sud è visibile anche per gran parte della primavera, grazie alla declinazione boreale della stella, mentre nell'emisfero sud può essere osservata limitatamente durante i mesi estivi boreali.

## Caratteristiche fisiche
La stella è una nana gialla nella sequenza principale, un po' più massiccia del Sole e con'età maggiore di circa 1 miliardo di anni. La misura del raggio, oltre il doppio di quello solare, suggerisce che abbia già iniziato ad incamminarsi verso lo stadio di subgigante.

## Sistema planetario
Un pianeta è stato scoperto nel 2004 e un altro, ancora da confermare, nel 2007. HD 154857 b ha una massa minima 1,8 volte quella di Giove e orbita in 409 giorni attorno alla stella ad una distanza media che è il 20% superiore alla distanza Terra-Sole. L'orbita è molto eccentrica e il pianeta orbita solo in minima parte nella zona abitabile della stella, che è situata tra 1,4 e 2,8 UA; la temperatura superficiale sarebbe mite all'apoastro ma supererebbe i 400 K quando il pianeta è al periastro, rendendolo non adatto al sostentamento della vita come la conosciamo.
HD 154857 c venne scoperto nel 2007, tuttavia la sua natura planetaria fu confermata spettroscopicamente solo nel 2014 dall'indagine Anglo-Australian Planet Search. Di massa simile a b, orbita in un periodo di 9 anni e mezzo a una distanza dalla stella di oltre 5 UA.

### Prospetto del sistema
Prospetto del sistema
| Pianeta | Tipo            | Massa   | Periodo orb. | Sem. maggiore | Eccentricità | Scoperta |
| ------- | --------------- | ------- | ------------ | ------------- | ------------ | -------- |
| b       | Gigante gassoso | 2,24 MJ | 409 giorni   | 1,29 UA       | 0,46         | 2004     |
| c       | Gigante gassoso | 2,58 MJ | 3452 giorni  | 5,36 UA       | 0,06         | 2014     |